# Rodrigo Germade
Rodrigo Germade (n. 23 august 1990, Cangas⁠(d), Galicia, Spania) este un caiacist ce a reprezentat Spania, medaliat olimpic. A participat la 3 ediții ale Jocurilor Olimpice (2016, 2020, 2024) în care a câștigat o medalie de bronz.